# 丁沟镇
丁沟镇，是中华人民共和国江苏省扬州市江都区下辖的一个乡镇级行政单位。

## 行政区划
丁沟镇下辖以下地区：
丁沟社区、新民社区、丁东村、腾飞村、朱桥村、邓华村、乔河村、黄花村、丁西村、曙光村、麾南村、麾中村、野田村、麻村、联民村、麾村、麾东村、麾北村和荣臣村。